# Редис, Бетти
Бетти Редис (англ. Betty Radice, урожд. Доусон; 3 января 1912, Хессл — 19 февраля 1985) — английская переводчица и филолог.
Была одной из трёх детей йоркширского стряпчего, после школы отправилась в оксфордский колледж св. Хильды. Впоследствии занималась педагогической деятельностью. Известность приобрела, работая над изданием античных писателей в Penguin Books.
В переводах Редис вышли книги Плиния Младшего, Иосифа Флавия, Тита Ливия, Теренция, переписка Абеляра и Элоизы. Её справочник «Кто есть кто в античном мире» был переведён на русский язык.
Учёная была замужем, имела пятерых детей, один из которых стал известным индологом. Умерла от сердечного приступа.